# اليخاندرو دا سيلفا
اليخاندرو دا سيلفا (بالإسبانية: Alejandro Da Silva)‏ (و. 1983  م) هو لاعب كرة قدم، من باراغواي، ولد في أسونسيون، يلعب كمهاجم.

## روابط خارجية
- اليخاندرو دا سيلفا على موقع الاتحاد الدولي (مؤرشف)  (الإنجليزية)
- اليخاندرو دا سيلفا على موقع قاعدة بيانات كرة القدم.إي يو (الإنجليزية)
- اليخاندرو دا سيلفا على موقع ناشيونال فوتبول تيمز (الإنجليزية)
- اليخاندرو دا سيلفا على موقع عالم كرة القدم.نت (الإنجليزية)